# Примена струјног удара
Примена струјног удара је инвазивних метода намерног неконтролисаног или контролисаном изазивања повреде или смртног исхода код човека или животиња техничком електричном струјом. Према намени примена струјног удара може бити нехумана или хумана, а према последицама она може бити, изазивање смрти, лакших или тежих телесних повреда (опекотина), страха или излечења.

## Опште информације о десјству струјног удара
Електрична струја је усмерено кретање наелектрисања под утицајем електричног поља или разлике електричних потенцијала. Када се крајеви чврстог проводника споје са половима извора напона, на пример једносмерне струје као што је батерија, тај извор успоставља електрично поље кроз проводник. У тренутку спајања контаката, слободни електрони у проводнику ће почети да се крећу ка позитивном крају извора под утицајем електричног поља. Када се тело човека нађе у електричном пољу оно се понаша као проводник, а електрони у њему почињу да се крећу усмерено под утицајем поља.
Електрична струја у електролитима је ток наелектрисаних атома (јона), који могу бити и позитивно и негативно наелектрисани. Такав је случај проласка струје кроз водени раствор кухињске соли или воде за пиће која природно садржи у себи растворе различитих минерала, док чиста или дестилована вода не проводи струју јер не садржи у себи јоне. Организам човека који се највећим делом састоји од воде и великог броја електролита, понаша се при проласку струје као водени раствор кухињске соли.

Тежина повреде нанета дејство електричне струје не зависи само од јачине струје (ампераже) него и од напона струје (волтаже) и отпора струје при проласку кроз људско тело. Ако одевен човек има суву руку и кожне ђонове на ципелама, онда је отпор тела електричној струји око 50.000 ома. Наг човек, који се налази у влажним просторијама и са влажним рукама дође у додир са струјом, пружа струји врло мали отпор, свега око 350 ома. И поред тога што се ради о малом отпору у овом случају и струја врло малог напона, од свега 70-80 волти, може деловати смртоносно. 
Када је струја већа од 16 mA „струја отпуштања“ пролази кроз подлактицу, она подстиче невољне контракције мишића прегибача и екстензора. Када јачи прегибачи мишића доминирају, жртва струјног удара можда неће бити у стању да се ослободи од контакта са електричном енергијом и схвати колика струја тече кроз његов организам. Ако струја од 20 mA пролази кроз грудни кош дуже време, може доћи до смрти због парализе респираторних мишића. Струја од 100 mA до 2 A, може изазвати вентрикуларне фибрилације које су вероватно најчешћи узрок смрти код електричног удара.
На месту улаза струје у тело и на месту њеног излаза из тела настају повреде, сличне повредама код тешких опекотина. На тим местима долази до некрозе ткива (изумирање ткива) а јављају се и велики дефекти коже и ткива купастог облика. Поред опекотине струја делује и електролитичким ефектима, (промена електричног потенцијала у ћелији).
Кроз тело струја иде у правцу мањег отпора, тако да правац проласка струје кроз тело није праволинијски. Струја иде у павцу влажних површина тела, зато што јој влажне површине дају мањи отпор.
|  | Једва приметна                                                   |
|  | Максимална струја коју просечан човек може осетити и „отпустити“ |
|  | Парализа дисајних мишића                                         |
|  | Коморске фибрилације-праг                                        |
|  | Срчани застој и оштећења унутрашњих органа                       |
|  | Уобичајени осигурач или прекидачи                                |

Сем локалних повреда од електричне струје, постоје и општи штетни утицаји деловања струје. У моменту електричног удара наступа одмах несвест, која често траје кратко време и за собом оставља краће или дуже појаве одузетости или грчева. Дуже време остају и душевни поремећаји, као што су страх, несаница и јака нервоза. При јачем деловању струје долази до ситних крварења у мозгу, са сталним штетним последицама од повреде мозга, па и до моменталне смрти.
Електрични удар скоро увек одбаци човека од места на коме је стајао, тако да поред повреда од електричне струје веома често настају и механичке повреде од пада.

## Примена
Након сазнања о позитивном и негативном дејству струјног удара на организам живих бића, човек, је те особине струје врло рано почео да примењује за хумене и нехумена потребе:

### Хумана примена струјог удара
У медицини струјни удари се користе у електро терапији, (транскутана електро стимулација живаца и мишића, дефибрилација срца, електроконвулзивна терапија код психијатријских болесника, (у циљу лечења али и њиховог заплашивања код агртесивног понашања).
Струјни удар у електроконвулзивној терапији
Електрични удари познати као електроконвулзива терапија (намерно изазвање конвулзија одређеним количинама електричне енергије) се у медицинској терапији, користе под строго контролисаним условима применом вртложних струја у психијатријској терапији код болесника са менталним болестима, са циљем да се подстакне позитиван терапијски ефекат струјног удара. Ови болесници субјективно не доживљавају осећај шока јер се терапија спроводи под анестезијом.
Топлотни ефекат струјног удара у терапији
Медицинска пракса користи и топлотни ефекат унутар ткива који настаје услед кретања високофреквентних струја као што је дијатермија у физикалној медицини код хроничних упала мишића, везивног ткива, зглобова и нерава. У Физијатрији и реуматологији се користи микроталасна дијатермија (електромагнетни таласи фреквенције 2.450 MHz и таласне дужине 12 cm), којом се више загревају ткива са већим садржајем воде (нпр. мишићи, масно ткиво или телесне шупљине испуњене течношћу) и краткоталасним дијатермија (електромагнетни таласи фреквенције 27,12 MHz и таласне дужине 11,062 m).
Топлотни ефекат струје користи се и за уклањање (спаљивање) туморозних ткива и других. израслина, оперативне резове и заустављање крварење у току хируршких захвата (применом електро-скалпела) итд.

### Нехумана примена струјног удара
Струја као средство за егзекуцију
Погубљење електричном струјом, је један од најагресивнијих облика његове примене у затворима, за егзекуцију на смрт осуђених лица (на „електричној столици“, која се примењује у САД и још неким земљама света).
Струја као мера заштите
Струја као мера заштите употребљава се:
- У затворима и концентрационим логорима, као заштитна мера (електрична ограда) од бежања затвореника. У концентрационим логорима (у време ратних сукоба појединих земеља) за егзекуцију затвореника или као заштитна мера против бежања затвореника из логора, пропуштањем струје кроз заштитну ограду која је, неретко, проузровала намерну смрт логораша.
- У сточарству за заштиту, пашњака од неконтролисаног кретања животиња или као један од начина омамљивања животиња пред клање у кланицама.
- На граници за обезбеђење граничне линије између двеју земаља (нпр. на граници између Источне и Западне Немачке било је таквих ограда у саставу чувеног Берлинског зида.

Струја као полицијска метода изнуде признања
Као полицијска метода, за изнуђивање признања, прикупљање информација, лажних исповести, и држање затвореника у стању послушности, електрична струја се и данас користи као облик мучења у појединим полицијама и војскама света. Електрични шокови који се користе као начин мучења, изузетно су погодни за ову немену јер се могу примењивати уз контролисано и прецизно подешавање напон и ампеража у циљу изазивања бола, и истовремено избегавајући очигледних доказа о спроведеном мучењу на на телу жртве.
Струја у терористичким активностима
У терористичким и другим злочиначким активностима, поједине групе и појединци, користе струјни удар за мучење и егзекуцију својих жртава. Јапански серијски убица Футоши Матсунага користио је електричне шоков за контролу својих жртава. У Вијетнамском рату бројне тајне службе Француске и САД масовно користе ову методу над заробљеним војницим и цивилима у циљу застрашивања и изнуде података.